# 全日本国民的美少女コンテスト
全日本国民的美少女コンテスト（ぜんにほんこくみんてきびしょうじょコンテスト）は、オスカープロモーションが1987年から開催している、女性タレント発掘のためのオーディション（ミス・コンテストの一）である。

## 概要
当時はおニャン子クラブが芸能界を席捲し「一億総タレント化時代」と言われており、これに対抗する形で「本来の正統的な美少女とは何か」という原点に戻るために企画されたものである。
オスカープロモーションと全日本国民的美少女コンテスト実行委員会が主催し、テレビ朝日、レコード会社（第3回まではワーナー・パイオニア、第4 - 7回は日本コロムビア、第8回以降はポニーキャニオン、エイベックスほか）などが後援。本選会場はラフォーレミュージアム赤坂（第1 - 5回）、東京全日空ホテル（第6・7回）、赤坂プリンスホテル/グランドプリンスホテル赤坂（第8 - 12回）、ホテル グランパシフィック LE DAIBA（第13回）、グランドプリンスホテル新高輪（第14・15回）と変遷している。司会は第7回以降、リサ・ステッグマイヤー（第13回以降は政井マヤ）とテレビ朝日男性アナウンサー（第7回：大熊英司、第8・9回：富川悠太、第10・11回：吉野真治、第12回：勝田和宏、第13回：田畑祐一、第14回：清水俊輔、第15回：小松靖）が担当。第6回までは毎年、7回目以降はおよそ3年おきに開催されている。
2011年3月3日、第13回大会（本選8月4日）開催が発表されたが、直後の3月11日に起きた東北地方太平洋沖地震（東日本大震災）および東京電力・福島第一原子力発電所での事故による社会情勢への影響と、「全日本国民的」の名にふさわしく全国から笑顔で参加してほしいとの願いから中止され、初開催から25周年を迎えた2012年2月7日に再度、同大会（本選8月21日）開催が発表された。
2017年開催の第15回大会（本選8月8日）は30周年の記念大会と位置づけられた。

## 歴代受賞者

### 1980年代

#### 第1回：1987年
グランプリ：金谷満紀子（藤谷美紀）
審査員特別賞：吉田麻衣子
音楽部門賞：山本京子（Lip's）
演技部門賞：前田ひとみ
モデル部門賞：小田容后（小田広美）

#### 第2回：1988年
グランプリ：細川知保（細川直美）
音楽部門賞：吉原貴和子（原田和美、日下ひかる、日下貴和子）
演技部門賞：田中規子
モデル部門賞：五十嵐薫
本選出場：穴井夕子、恒崎裕子（胡桃沢ひろこ）、羽田惠理香（はねだえりか）、一宮里絵

#### 第3回：1989年
グランプリ：小原光代
審査員特別賞：古川直美
音楽部門賞：豊田樹里（松田樹利亜）
演技部門賞：星野朋美（星野美果）
モデル部門賞：竹内香織
本選出場：本山美香子（大賀埜々）、村木順子（賀川煬子）

### 1990年代

#### 第4回：1990年
グランプリ：小田茜
音楽部門賞：坂本朱理
演技部門賞：松浦陽子
モデル部門賞：石川亜沙美
本選出場：村田和美
予選敗退：華原朋美

#### 第5回：1991年
グランプリ：今村雅美
音楽部門賞：佐藤めぐみ（1984年生まれの同姓同名の佐藤めぐみとは別人）
演技部門賞：黒川順子
モデル部門賞：山本佳代子
本選出場：斉藤まりあ（元・日本テレビアナウンサー）

#### 第6回：1992年
グランプリ：佐藤藍子
審査員特別賞：米倉涼子
音楽部門賞：田中千鶴（元・東京パフォーマンスドール、うらりんギャル）
演技部門賞：宗廣華奈子（鈴木紗理奈）
モデル部門賞：谷あい
本選出場：青山倫子
予選敗退：持田香織(Every Little Thing)

#### 第7回：1997年
グランプリ：須藤温子
審査員特別賞：池端忍、上戸彩
マルチメディア賞：松下萌子
音楽部門賞：根食真実（YVE）
演技部門賞：細川愛実（橋本マナミ）
モデル部門賞：汐月佐知子
予選敗退：山本梓、水谷美月

### 2000年代

#### 第8回：2002年
グランプリおよびマルチメディア賞：渋谷飛鳥
グランプリ：阪田瑞穂
審査員特別賞：三田彩佳
音楽部門賞：喜納由梨菜
演技部門賞：山川紗弥
モデル部門賞：酒井瑛里
本選出場：内藤理沙、安良城紅（現：BENI）
予選敗退：剛力彩芽

#### 第9回：2003年
グランプリおよびマルチメディア賞：河北麻友子
審査員特別賞：星川玲奈（本名：皆川玲奈、現・TBSアナウンサー）
グラビア賞：原幹恵
音楽部門賞：本田有花
演技部門賞：木村朱美
モデル部門賞：浦浜亜理沙（浦浜アリサ）
本戦出場：中村静香

#### 第10回：2004年
グランプリ：山内久留実
審査員特別賞：酒井仁奈、齋藤菜月
マルチメディア賞：矢萩春菜
グラビア賞：高部あい
バラエティ賞：森川加奈子
音楽部門賞：山添葵
演技部門賞：福田沙紀
モデル部門賞：杉浦加奈
本選出場：村田玲奈、細貝沙羅（フジテレビアナウンサー→人事部）

#### 第11回：2006年
グランプリ：林丹丹
審査員特別賞：忽那汐里、田中莉香子
マルチメディア賞およびモデル部門賞：武井咲
演技部門賞：宮﨑香蓮
本選出場：植万由香（元・山梨放送アナウンサー）、堀口ひかる

#### 第12回：2009年
グランプリおよびモデル部門賞：工藤綾乃
審査員特別賞：小西沙絵加、玉城梨亜、尾中琴美
マルチメディア賞：玉城茉里
音楽部門賞：栂野理紗子
演技部門賞：佐藤望月
本選出場：黒木綾乃、中川愛理沙（2015年ミス・インターナショナル日本代表）、堀田茜、荒井玲良（元・SUPER☆GiRLS）

### 2010年代

#### 第13回：2011年開催予定
東日本大震災及び福島第一原発事故に伴う社会的影響により中止

#### 第13回（代替開催）：2012年
グランプリ：吉本実憂、小澤奈々花
審査員特別賞：井頭愛海、尾碕真花
マルチメディア賞：上水口萌乃香
グラビア賞：籠谷さくら
音楽部門賞：末永真唯
演技部門賞：白鳥羽純、山木コハル
モデル部門賞：若山あやの
予選敗退：柳美稀
本選出場：大西亜玖璃、泉川実穂

#### 第14回：2014年
グランプリ：髙橋ひかる
審査員特別賞：藤江萌、髙村優香
マルチメディア賞：飯島未賀
グラビア賞：犬塚しおり
音楽部門賞：花岡菜積（花岡なつみ）
演技部門賞：門垣ひかる、川口ゆりな
モデル部門賞：ルービナー・マヤ（菅原マヤ）、菊川リサ
本選出場：鶴嶋乃愛、中里萌

#### 第15回：2017年
グランプリ：井本彩花
審査員特別賞：玉田志織、石井薫子
マルチメディア賞：竹内美南海
グラビア賞：木下凜里乃
音楽部門賞：藤田桜恵香
演技部門賞：伊丹彩華
モデル部門賞：谷口桃香（石川萌香）
本選出場：山本珠緒、森本茉莉（日向坂46）

## テレビ放送
本選の模様を中心とした特番が開催1か月ほど後の日曜午後にテレビ朝日系で放送される。
- 第8回：同時ネット局…北海道テレビ・琉球朝日放送、遅れネット局…山陰中央テレビ（フジテレビ系）・鹿児島放送
- 第9回：同時ネット局…長野朝日放送
- 第10回：同時ネット局…静岡朝日テレビ・大分朝日放送・琉球朝日放送、遅れネット局…メ〜テレ・長野朝日放送・鹿児島放送
- 第11回：同時ネット局…愛媛朝日テレビ
- 第12回：同時ネット局なし、遅れネット局…九州朝日放送
- 第13回：全国ネット
- 第14回：同時ネット局…メ〜テレ、遅れネット局…BS朝日・テレ朝チャンネル1・2
- 第15回：同時ネット局…秋田朝日放送